# Chiesa di Nostra Signora di Balvanera
La chiesa di Nostra Signora di Balvanera (in spagnolo: Parroquia Nuestra Señora de Balvanera) è un edificio di culto cattolico situato in calle Bartolomé Mitre 2411, nel barrio di Balvanera, a Buenos Aires.
La chiesa conferisce il nome al quartiere circostante.

## Storia
Nel 1797 due frati costruirono sui terreni donati da un ospizio, un refettorio ed un oratorio, terminato dieci anni dopo, dedicato alla Vergine di Valvanera. Il 1º aprile 1831 il vescovo di Buenos Aires Mariano Medrano elevò la cappella al rango di parrocchia.
Nel 1839, sotto la guida di José Santos Sartorio, iniziarono i lavori di costruzione della nuova chiesa, che sarà inaugurata alla presenza di Juan Manuel de Rosas il 4 aprile 1842. Sul finire degli anni cinquanta del XIX secolo l'edificio subì nuove modifiche, con l'aumento delle navate da una a tre. Gli ultimi lavori che modificarono l'edificio e gli conferirono l'aspetto attuale iniziarono nel 1919 e furono ultimati nel 1930.
Nel 2004 fu esposta nella chiesa una statua di Sant'Espedito, patrono delle cause urgenti. Da allora il culto del santo è cresciuto in maniera esponenziale, con decine e migliaia di fedeli che affollano l'edificio, oramai conosciuto come Santuario di Sant'Espedito, ogni 19 del mese.

## Descrizione
La chiesa chiesa presenta una facciata neo-gotica preceduta da un portico e fiancheggiata da due torri sormontate ciascuna da un cupolino. All'interno la chiesa è ripartita in tre navate a tutto sesto divise ognuna da quattro colonne. Gli affreschi della navata centrale sono di Augusto Fusilier mentre le decorazioni e i putti dell'italiano Nicola Gullì.